# Livilla siciliensis
Livilla siciliensis är en insektsart som beskrevs av Hodkinson och Jennifer L. Hollis 1987. Livilla siciliensis ingår i släktet Livilla och familjen rundbladloppor. Inga underarter finns listade i Catalogue of Life.